# Otto Weddigen
Otto Eduard Weddigen (Herford, 1882. szeptember 15. – Pentland Firth, 1915. március 18.) német tengerésztiszt, a hírhedt U 9 tengeralattjáró egyik parancsnoka volt, mely hajóval 1914. szeptember 22-én másfél óra alatt három brit páncélos cirkálót süllyesztett el a holland partok közelében.

## Élete
1882. szeptember 15-én született Herfordban, Németországban. 1901-ben lépett be a Kaiserliche Marine tengeralattjáró különítményéhez.

### Az első világháború
A háború kitörése után három nappal kapta meg az U-9-es tengeralattjáró parancsnoki posztját. A háború elején nem folytak nagyobb tengeri csaták, mert az angol hadihajók nagy része a La Manche csatorna lezárásával volt elfoglalva. Később egyre nagyobb szabású tengeri mozgás támadt, mivel megkezdődtek a tengeri hadműveletek. 1914 szeptemberében az angol csapatszállítók zavarása céljából a holland partvidék elé irányították az U-8, az U-24 és az U-9-es tengeralattjárókat. Az időjárás rossz, viharos, ködös volt. Az U-9 1914. szeptember 20-án indult el Helgolandtól délnyugat felé.

| „                                       | Az É-i szél hatására a látás 22 tengeri mérföld , a petróleummotorokkal halad a naszád 06 óráig, amikor D-ről árbócok válnak láthatóvá. Azonnali lemerülés, a periszkópon át látható egy hadihajó, amelyet jobbról-balról kb. két mérföld távolságra két hasonló követ. Ezek négykéményes angol cirkálók, lehetséges, hogy egy kötelék élén haladnak. Támadás az élen haladó hajó ellen a mellékelt vázlat szerint. Naszádot harckészültségbe! Torpedókat élesíteni! 07,20-kor megközelítés befejezve, II. csőből torpedó Los, irányszög 0, cél a cirkáló közepe. lőtávolság: 500 m, becsült sebessége 10 csomó, becsapódási szög 90. Találat 07 óra 22 perckor. A hajó pár perc múlva erősen balra dőlt, majd felfordul. a támadás a következő cirkáló ellen folytatódik. | ” |
| – Otto Weddigen (Az U-9 hajónaplójából) | |   |

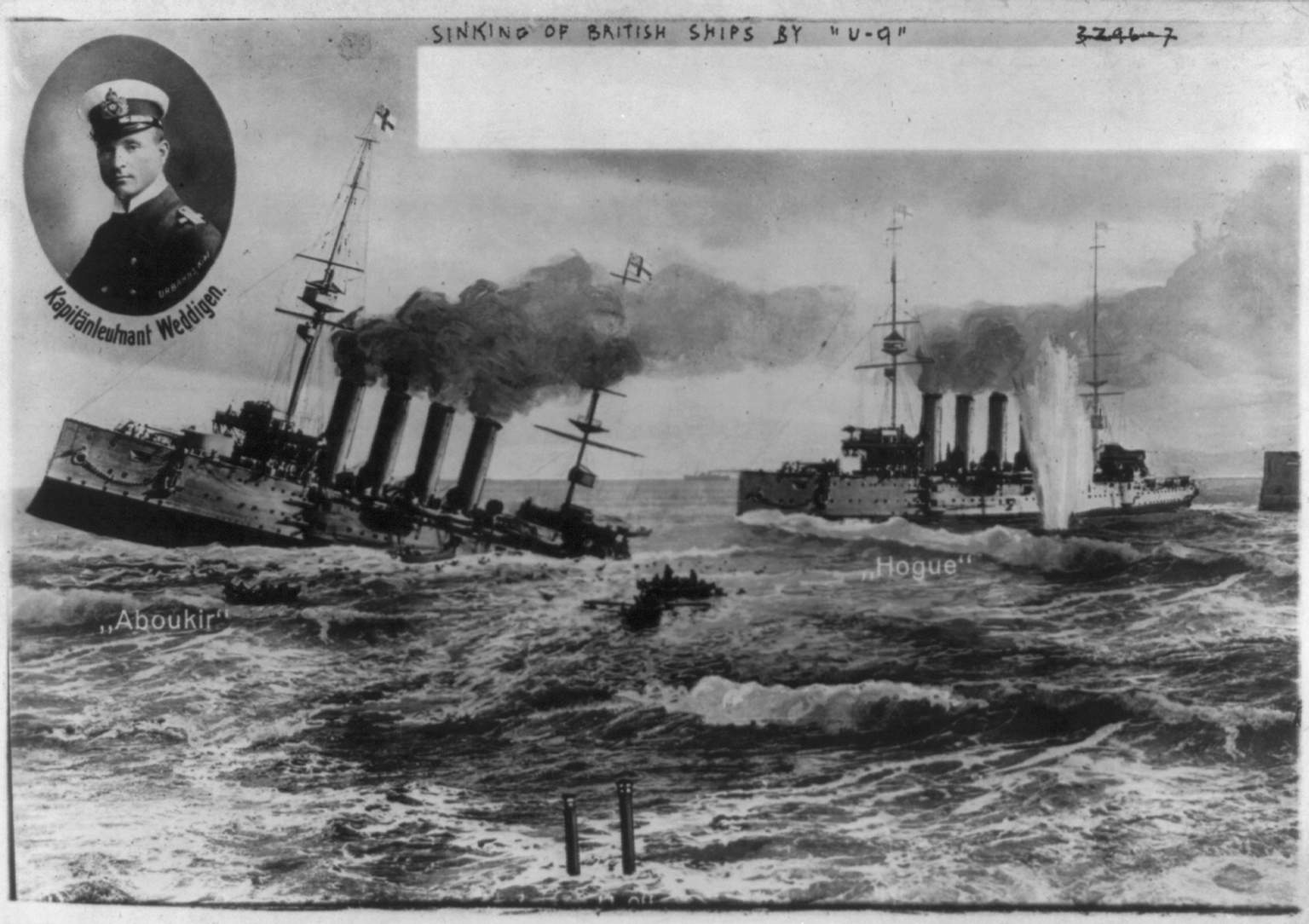
Az U-9 győzelmei. Korabeli képeslap

Az idézett bekezdés Weddigen tengerésztiszt legnagyobb sikeréről szól, amikor három angol cirkálót is elsüllyesztett egyszerre: az HMS Aboukir, a HMS Cressy és a HMS Hogue hadihajókat. Ez volt az első nagy visszhangot kiváltó akciója. Amikor visszatért a főhadiszállásra, hatalmas tömeg fogadta, II. Vilmos német császár kitüntette a Pour le Mérite érdemrenddel, és korvettkapitánnyá nevezte ki. Később, október 5-én elsüllyesztette a HMS Hawke cirkálót és több teherhajót. Azonban lassan őt is utolérte a vég. Megkapta az U-29-es tengeralattjáró kapitányi posztját, 1915. március 10-én kifutott, de soha nem tért vissza. A háború után az angol hírszerzés irataiból kiderült, hogy a brit flotta 70 mérföldre Pentland Firth környékén haladt 23 dreadnought oszlopban. 13 óra 18 perckor az U-29 megtámadta a HMS Neptune könnyűcirkálót, a torpedó a hajó fara mögött haladt el. Az összes hajó 12 vonást fordulva menekülni kezdett, azonban a HMS Dreadnought észrevette a tengeralattjáró periszkópját, balra fordult és egyenesen legázolta a tengeralattjárót. A támadást senki sem élte túl.

## Eredményei
- 4 teherhajó elsüllyedt (12.934 BRT)
- 4 hadihajó elsüllyedt (HMS Aboukir, HMS Cressy, HMS Hogue, HMS Hawke) (össz. 43.350 tonna)
- 2 teherhajó megsérült

## Lásd még
- 1914. szeptember 22-ei ütközet
- Első világháború
- HMS Dreadnought